# Biblioteca del Trinity College
La Biblioteca del Trinity College de Dublín ((en irlandés: Leabharlann Choláiste na Tríonóide) presta sus servicios tanto al Trinity College como a la Universidad de Dublín. Es la mayor biblioteca de Irlanda y ejerce como depósito legal o "biblioteca de derechos de autor", por lo cual tiene derecho a recibir todo el material publicado en la República de Irlanda de forma gratuita; también es la única biblioteca irlandesa que posee tales derechos para el Reino Unido. En la Biblioteca se custodia el arpa de Brian Boru, que es uno de los símbolos nacionales de Irlanda; una copia de la Proclamación de la República de Irlanda en 1916; y el famoso Libro de Kells. Dos de los cuatro volúmenes de dicho libro están en exhibición pública: uno está abierto por una página ilustrada y el otro, por una página de texto típica. Los volúmenes y las páginas que se muestran se cambian regularmente.Además, una nueva vitrina instalada en 2020 facilitó la visualización de todas las páginas, incluidas muchas que no se habían visto en público durante varias décadas.
Los miembros de la Universidad de Dublín también tienen acceso a las bibliotecas del Hospital Universitario de Tallaght y a la Escuela Irlandesa Ecuménica de Milltown.

## Edificios

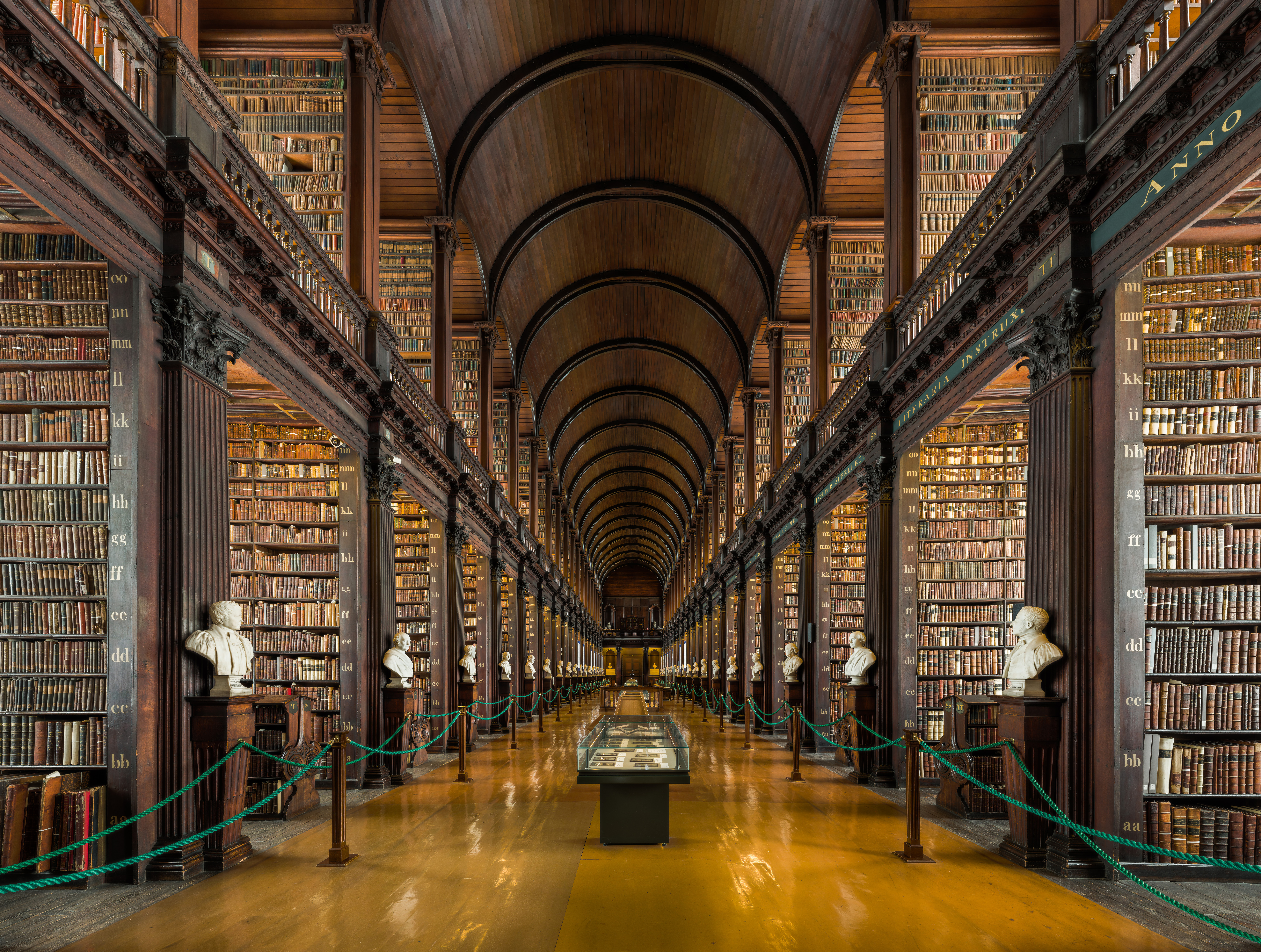
Interior de la biblioteca

La Biblioteca propiamente dicha ocupa varios edificios, cuatro de los cuales se encuentran en el mismo campus de Trinity College, con otra parte del Trinity Center en St. James's Hospital, Dublín:
La biblioteca original es la obra maestra de Thomas Burgh. Era un gran edificio, que originalmente se alzaba por encima de los tejados de la universidad y de la propia ciudad después de su finalización. Incluso hoy en día, rodeado de edificios de escala similar, es imponente y domina la vista de la universidad desde la calle Nassau. 
El Libro de Kells se encuentra en la Biblioteca Antigua, junto con el Libro de Durrow, el Libro de Howth y otros textos antiguos. Además de incorporar el Long Room, la Biblioteca Antigua es una de las atracciones turísticas más importantes de Irlanda y posee miles de volúmenes raros, y en muchos casos muy tempranos. 
En el siglo XVIII, la universidad recibió el arpa Brian Boru, una de las tres arpas gaélicas sobrevivientes medievales, y un símbolo nacional de Irlanda, la cual ahora se encuentra en la Biblioteca. 
Custodiados dentro de la Biblioteca Vieja están
- Primeros libros impresos y colecciones especiales
- Biblioteca de investigación de manuscritos y archivos (M & ARL)

- El complejo de Bibliotecas de Artes de Berkeley / Lecky / Ussher (BLU), que consta:
  - La Biblioteca de Berkeley, en Fellows Square
  - La Biblioteca Lecky, adjunta al Edificio de Artes
  - La biblioteca Ussher, con vistas a College Park
  - La biblioteca de mapas de Glucksman
  - El Departamento de Preservación y Conservación
  - La Biblioteca de Ciencia e Ingeniería de Hamilton
  - La sala de lectura de 1937 (para uso de posgrado)
  - La Biblioteca Médica John Stearne (JSML), ubicada en el Hospital de St James

Los materiales adicionales se almacenan, ya sea en acceso cerrado dentro de College o en un depósito de libros en el suburbio de Santry en Dublín.

## Historia
La Biblioteca comenzó su andadura con la propia fundación del Trinity College en 1592. En 1661, Henry Jones le cedió el Libro de Kells, su manuscrito más famoso. James Ussher (1625-1656), arzobispo de Armagh, cuyas obras más importantes fueron "Veterum Epistolarum Hibernicarum Sylloge" (1632) y "Brittanicarum Ecclesiarum Antiquitates" (1639), legó su valiosa biblioteca, que comprende varios miles de libros impresos y manuscritos, para la biblioteca. Sus obras completas fueron publicadas por la Biblioteca en veinticuatro volúmenes.
En 1801, la Biblioteca recibió los derechos de depósito legal, por lo que es la única biblioteca en Irlanda que tiene tales derechos para el Reino Unido en ese momento. 
A partir de las 4:00 p. m. del sábado 29 de noviembre de 2009, el Sindicato de Estudiantes del Trinity organizó una sentada de 24 horas en protesta por un presupuesto reducido de compra de libros, falta de acceso a libros los domingos y una propuesta de reducción de los servicios de mostrador.

## Estatus de depósito legal de la biblioteca
Según la Ley de Derecho de Autor y Derechos Conexos de la República de Irlanda de 2000, la Biblioteca tiene derecho, junto con la Biblioteca Nacional de Irlanda y las bibliotecas de la Universidad Nacional de Irlanda, la Universidad de Limerick y la Universidad de Dublín, a recibir una copia de todas las obras publicadas en la República de Irlanda. Además, como resultado de la Ley de Bibliotecas de Depósito Legal Británicas de 2003, que continúa un derecho más antiguo que data de 1801, la Biblioteca tiene derecho, junto con la Biblioteca Británica, la Biblioteca Bodleian de Universidad de Oxford, la Biblioteca de la Universidad de Cambridge, la Biblioteca Nacional de Gales y la Biblioteca Nacional de Escocia, de recibir una copia a pedido de todas las obras publicadas en el Reino Unido.

## La Sala Larga

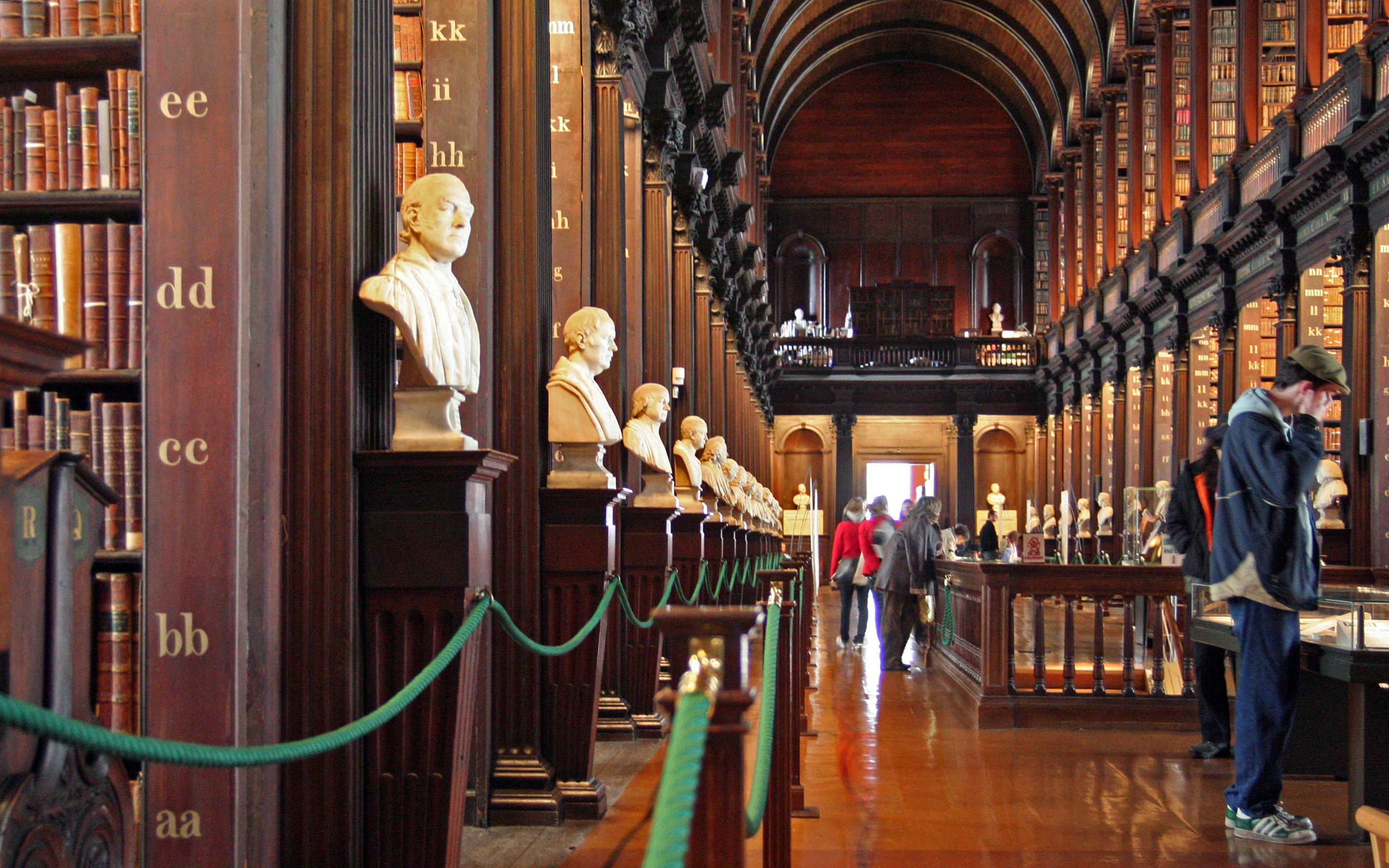
Sala principal durante el horario de visitas.

La cámara principal de 65 metros de la Biblioteca Antigua, la Sala Larga, fue construida entre 1712 y 1732 y alberga 200 000 de los libros más antiguos de la Biblioteca. Inicialmente, La Sala Larga tenía un techo plano, con estantes para libros solo en el nivel inferior y una galería abierta. En la década de 1850, la sala tuvo que ampliarse a medida que se llenaban las estanterías debido a que la Biblioteca había recibido permiso para obtener una copia gratuita de todos los libros que se habían publicado en Irlanda y Gran Bretaña. En 1860, el techo de The Long Room se elevó para acomodar una galería superior.
La Sala Larga está llena de bustos de mármol. La colección de bustos de mármol se formó cuando 14 bustos del famoso escultor Peter Scheemakers fueron adquiridos por la universidad. Muchos de los bustos son de grandes filósofos, escritores y hombres que apoyaron la universidad. El busto más destacado de la colección es el del escritor Jonathan Swift, tallado por Louis François Roubiliac. 
La Sala Larga (The Long Room) también contiene una de las últimas copias restantes de la Proclamación de 1916 de la República de Irlanda. Patrick Pearse, cerca de la Oficina General de Correos, leyó esta proclamación el 24 de abril de 1916. Los visitantes también pueden ver el arpa Trinity College (también conocida como el "arpa de Brian Boru") en la Sala Larga, que es la más antigua de Irlanda y data del siglo XV. El arpa está hecha de roble y sauce y está formada por 29 cuerdas de latón. 

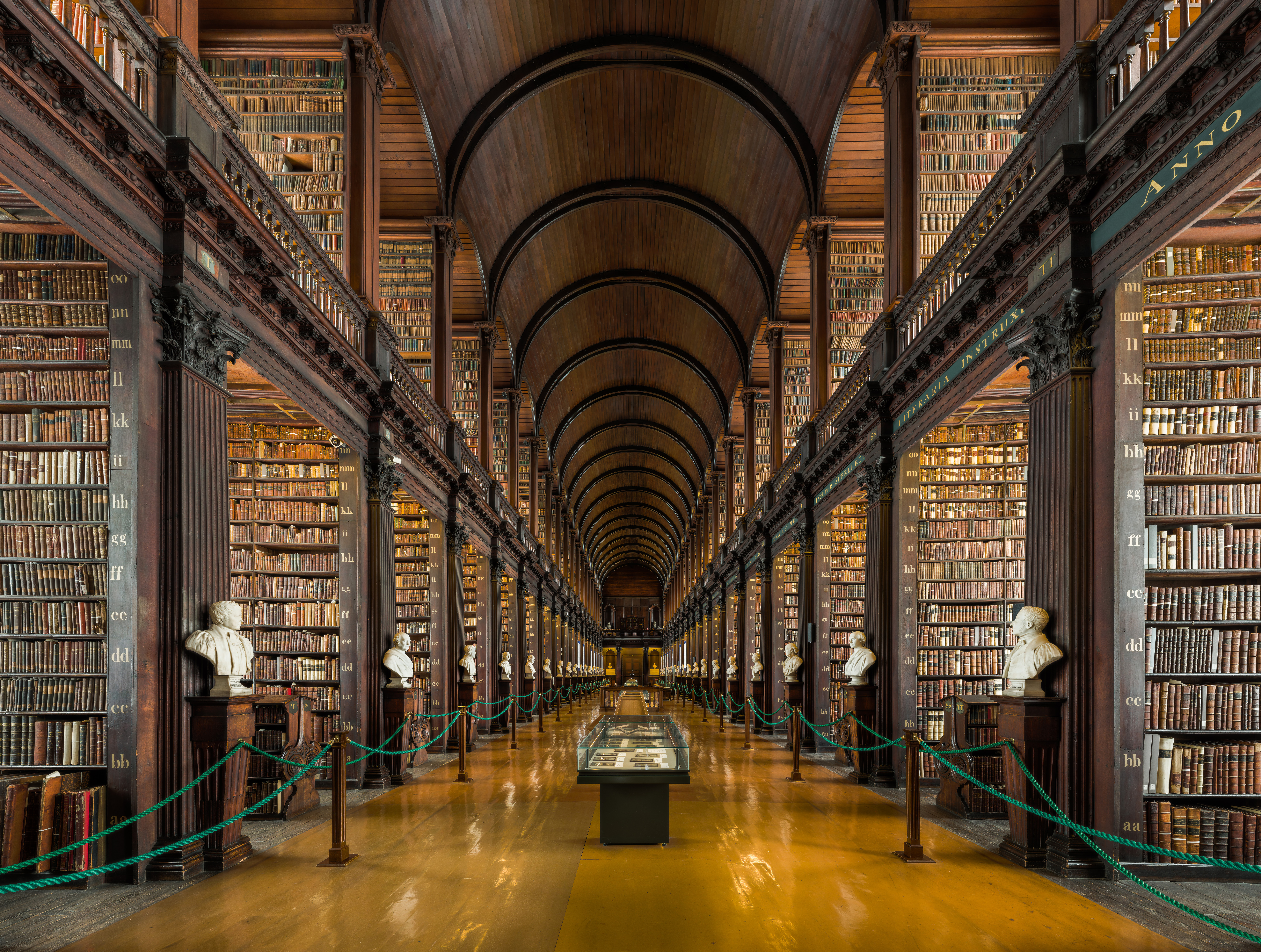
La Sala Larga en la Biblioteca Antigua
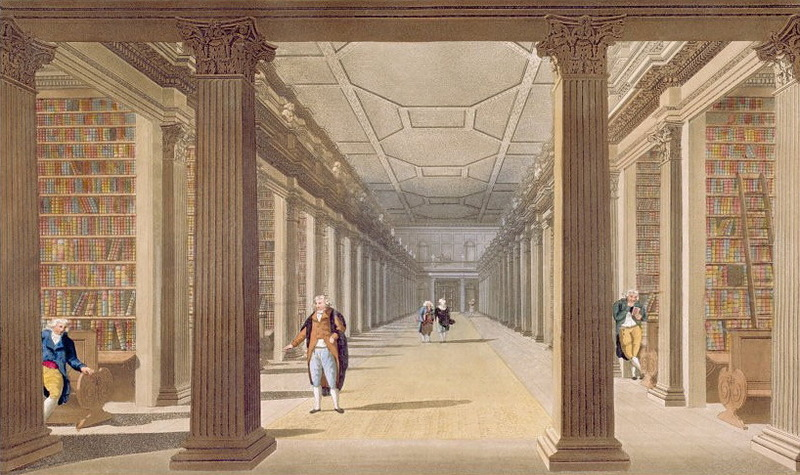
Sala principal antes de que el techo fuera elevado
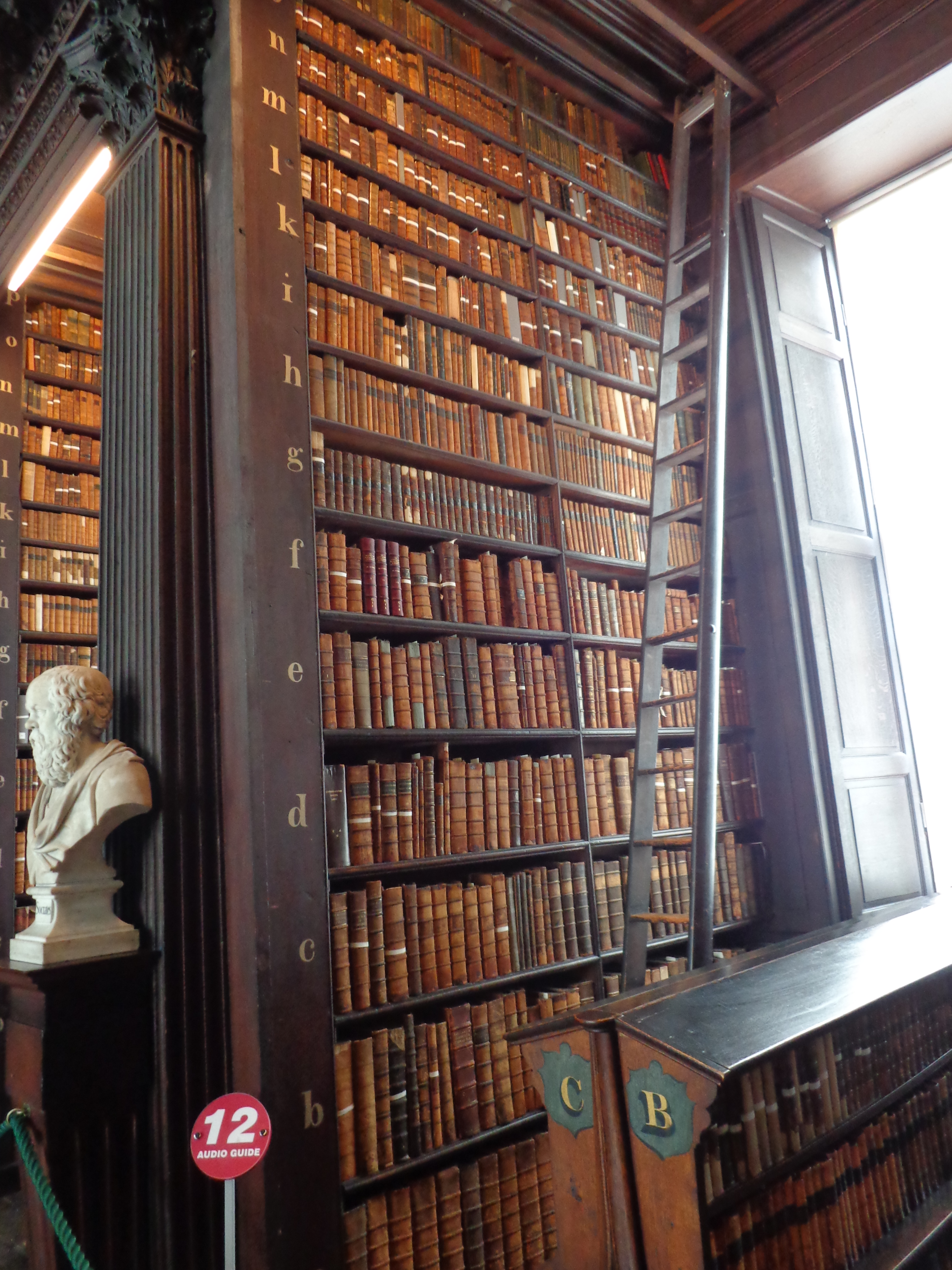
Detalle de una estantería

## La Biblioteca en la cultura popular
Los archivos Jedi del Templo Jedi en la película Star Wars: Episodio II - El Ataque de los Clones tienen un sorprendente parecido con la Sala Larga de la biblioteca del Trinity College. Este parecido provocó una gran controversia, ya que no se había pedido permiso para utilizar la imagen del edificio en la película. Sin embargo, Lucasfilm negó que la Sala Larga fuera la base de los archivos Jedi, y los funcionarios de la Biblioteca del Trinity College decidieron no tomar ninguna acción legal.